# Sobór św. Aleksandra Newskiego w Jekaterynburgu
Sobór św. Aleksandra Newskiego (ros. Александро-Невский собор, Собор во имя святого благоверного Великого князя Александра Невского) – jeden z prawosławnych soborów w Jekaterynburgu. Wzniesiony w latach 1838–1854 na terenie żeńskiego monasteru Nowo-Tichwińskiego.

## Historia
Pierwsze pomysły budowy świątyni w tym miejscu pojawiły się już w 1807. Grupa jekaterynburskich kupców wystąpiła z pomysłem wzniesienia cerkwi, która poświęcona byłaby św. Aleksandrowi Newskiemu – w ten sposób chciano także uhonorować aktualnie panującego cesarza Aleksandra I. Prace przebiegać miały jednak bardzo wolno. Na rok 1811 datuje się pierwsze plany i projekty przyszłej świątyni. Jednak w 1814 okazało się, że pomysłodawcy zaczęli powoli wycofywać się z obietnic hojnego sfinansowania budowy, co znacząco utrudniło postępy dalszych prac. Tego samego roku postanowiono także, że przyszła świątynia będzie służyć także do upamiętnienia rosyjskiego zwycięstwa nad Napoleonem. Mimo ambitnych planów piętrzyły się trudności, głównie natury finansowej. Najbardziej zainteresowane budową świątyni były mniszki z klasztoru, które same brały udział przy pracach przygotowawczych. To głównie dzięki ich wytężonej pracy i staraniom w 1832 wzniesiono niewielką drewnianą cerkiew, której daleko było do ambitnych projektów sprzed ponad dwóch dziesięcioleci. Szybko okazała się ona za mała – nie mogła ona nie tylko pomieścić sióstr zakonnych, ale także licznych pielgrzymów, którzy przybywali na teren monasteru w miesiącach letnich, by móc uczcić znajdującą się tam kopię Tichwińskiej Ikony Matki Bożej. W 1836 Świątobliwy Synod Rządzący zgodził się wyasygnować odpowiednią sumę na budowę nowego, tym razem już znacznie większego, obiektu. Architektem został wybrany Michaił Małachow. Zaprojektował on budynek sakralny w stylu późnego rosyjskiego klasycyzmu, który zakładał, że świątynia będzie mogła pomieścić około 6 tysięcy wiernych. Jak się okazało fundusze przekazane przez Synod okazały się niewystarczające – mniszki rozpoczęły więc akcję zbierania datków wśród mieszkańców okolicznych miast, miasteczek i wsi, do których udawały się ze świętymi ikonami. Ofiary wiernych pozwoliły zebrać odpowiednie środki.
Świątynia dedykowana św. Aleksandrowi Newskiemu została ukończona w 1852, a jej konsekracja nastąpiła 21 września tego samego roku. Świątobliwy Synod Rządzący nadał jej tytuł soboru. Budynek był nieogrzewany, co sprawiało, że nabożeństwa mogły się tam odbywać jedynie od maja do października. Wewnątrz umieszczono kaplice poświęcone św. Mikołajowi Cudotwórcy i Zmartwychwstaniu Pańskiemu. Fasadę ozdobiły kolumny w porządku korynckim. Według opinii współczesnych sobór był jedną z najpiękniejszych cerkwi Jekaterynburga, szczególne wrażenie robiły harmoniczne proporcje budowli, majestatyczna biel oraz ikonostas. Przechowywano tu relikwie dziewiętnastu różnych świętych.

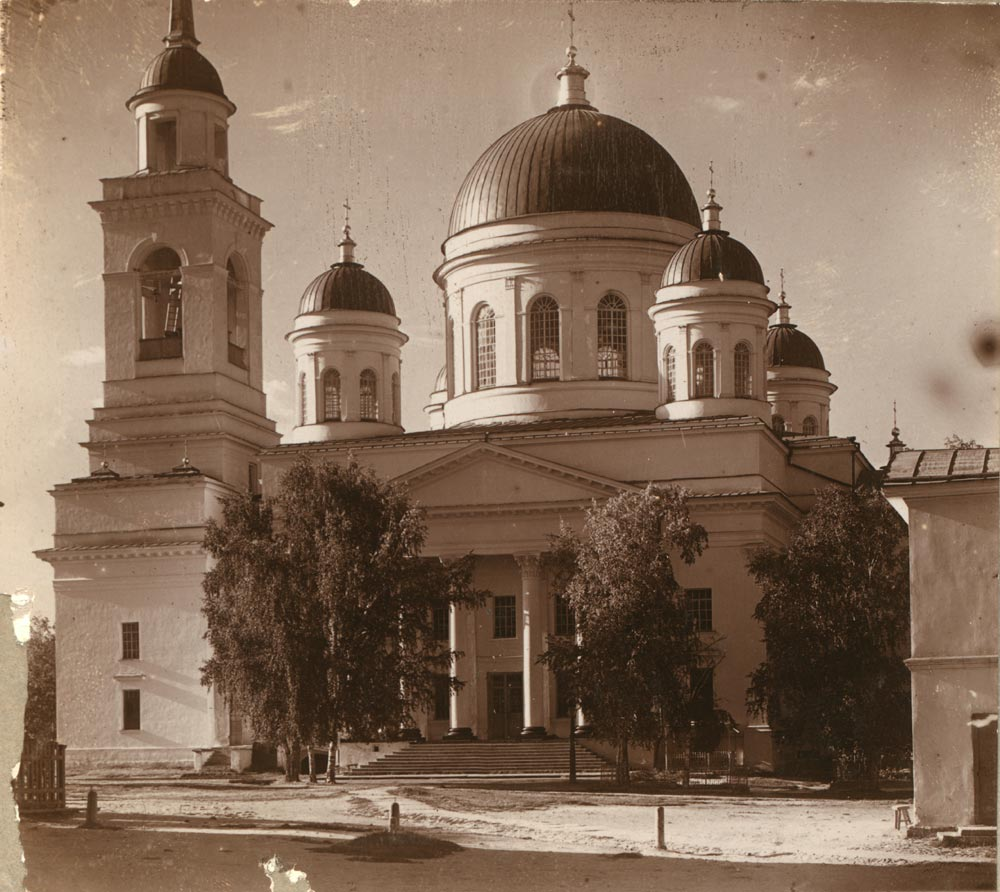
Widok z 1910

Przewrót bolszewicki zmienił sytuację Kościoła Prawosławnego w Rosji. We wrześniu 1920 jekaterynburski monaster Nowo-Tichwiński został zamknięty decyzją władz sowieckich. Sobór nie zaprzestał działalności – został przekształcony w zwykłą placówkę parafialną. Mimo prześladowań raporty policyjne podają, że na początku lat 20. XX wieku grupa wiernych skupiona wokół soboru była spora, liczyła prawie 5 tysięcy wiernych. Znaczna liczba wiernych miała także związek z metodyczną akcją zamykania większości obiektów kultu religijnego na terenie Swierdłowska. Na takiej zasadzie w skład parafii podległej pod sobór włączono m.in. wiernych z zamkniętej cerkwi Podwyższenia Krzyża Pańskiego.
Ostatecznie 17 marca 1930 sobór św. Aleksandra Newskiego w Jekaterynburgu został zamknięty. Tego samego roku zlikwidowano, a następnie wyburzono znajdujący się wokół niego cmentarz pochodzący z XVIII wieku. W czasach sowieckich budynek często zmieniał swoje przeznaczenie. W 1942 budowla została przekształcona by wspomóc sowiecki wysiłek wojenny. Początkowo mieściły się tam magazyny wojskowe. Wnętrza całkowicie przebudowano, pozbawiono większości elementów sakralnych i aby lepiej sprostać nowym funkcjom podzielono na kilka pięter. Od 1961 mieściły się tutaj pomieszczenia należące do Swierdłowskiego Obwodowego Muzeum Krajoznawczego oraz małe planetarium. W 1974 budynek znalazł się na liście zabytków. Pod kopułą dawnego soboru umieszczono eksponaty muzealne, w tym zrekonstruowany szkielet znalezionego na Uralu mamuta. Tutaj także, jako swoistą atrakcję turystyczną, przechowywano relikwie św. Symeona Wierchoturskiego, zrabowane w 1925 z soboru św. Katarzyny Aleksandryjskiej przez sowieckie władze miasta.

## Sobór obecnie
Na fali przemian w Związku Radzieckim rozpoczęły się starania o zwrot soboru prawowitym właścicielom i wznowienia nabożeństw. By wywrzeć presję na władzach, grupa wiernych podjęła dwudziestodwudniowy strajk głodowy. Ostatecznie 25 lipca 1991 władze obwodu swierdłowskiego zdecydowały o przekazaniu budynku dawnego soboru Kościołowi Prawosławnemu. W 1994 został reaktywowany monaster Nowo-Tichwiński. Tego samego roku z soboru św. Jana Chrzciciela w uroczystej procesji przeniesiono do świątyni wariant Tichwińskiej Ikony Matki Bożej.

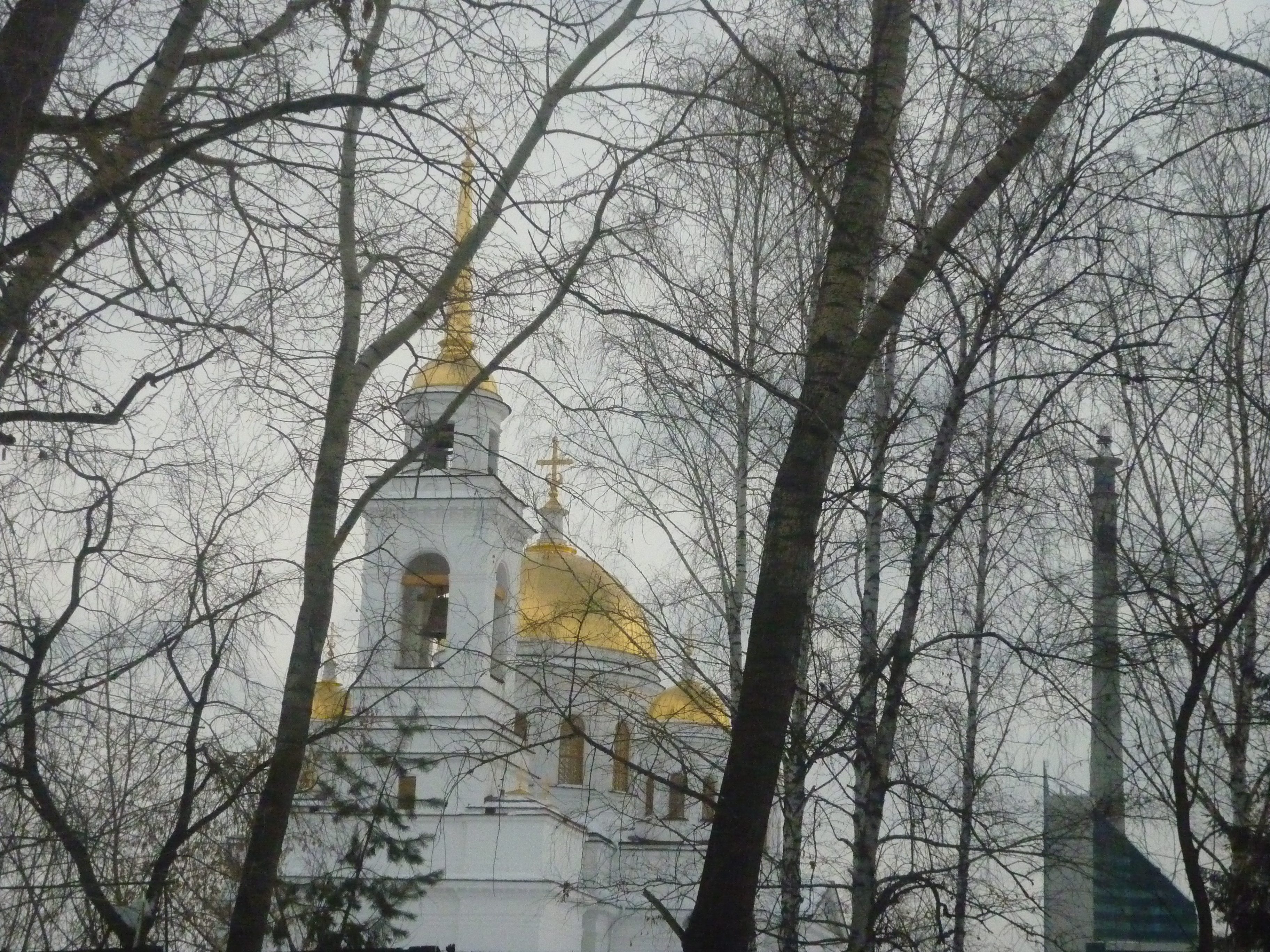
Zabudowania soboru w marcu 2011

Formalna decyzja władz o zwrocie budynku nie oznaczała jednak rozwiązania problemów. Tylko parter budynku nadawał się do odprawiania nabożeństw. Pozostałe cztery piętra były nadal zajmowane przez magazyny jednego z regionalnych muzeów. W 1993 udało się odzyskać część terenów, które należały do wojska. Dopiero w 2005 Rosyjski Kościół Prawosławny przejął cały budynek na własność. Jego stan nie nadawał się do regularnego kultu. Czasy sowieckie ogołociły go ze wszystkich dawnych sprzętów liturgicznych oraz dekoracji, a wnętrza w niczym nie przypominały świątyni. Mimo to sobór św. Aleksandra Newskiego był jedną z najaktywniejszych świątyń w Jekaterynburgu. Co niedzielę odwiedzało go od 500 do 700 wiernych, a w większe święta około 2 tysięcy. W 2004 na kopule umieszczono nowy krzyż wzorowany na krzyżu znajdującym się na kopule soboru Zaśnięcia Matki Bożej we Włodzimierzu nad Klaźmą. W lutym 2006 rozpoczęto renowację wnętrz świątyni. W pracach tych brali udział artyści związani z ławrą Troicko-Siergijewską. Przed 1930 wnętrza jekaterynburskiego soboru św. Aleksandra Newskiego słynęły z pięknych malowideł. Te jednak, wskutek działalności władz sowieckich, nie zachowały się i zostały całkowicie zniszczone. W pracach rekonstrukcyjnych artyści wzorowali się na sztuce bizantyjskiej z XIII i XIV wieku. Prawie sześćdziesiąt osób było odpowiedzialnych za stworzenie dekoracji świątyni, a kolejna setka im asystowała. Ściany soboru wyłożone zostały marmurem i onyksem, a posadzki wykonano z granatu. Materiały te zostały specjalnie na ten cel sprowadzone z Włoch. Przy wznoszeniu ikonostasu wykorzystano natomiast biały i różowy marmur. Latem 2008, w świątyni, pochowane zostały szczątki duchowieństwa wydobyte na terenie placu 1905 Roku, w miejscu gdzie znajdował się niegdyś sobór Objawienia Pańskiego. 
W 2013 zakończyły się prace rekonstrukcyjne na terenie świątyni. 19 maja 2013 odbyła się uroczystość poświęcenia soboru. Boskiej Liturgii przewodniczył patriarcha Moskwy i całej Rusi Cyryl I. Wzięło w niej udział wielu dostojników Rosyjskiego Kościoła Prawosławnego, m.in. metropolita jekaterynburski Cyryl, metropolita sarański i mordowski Warsonofiusz, metropolita symbirski Prokl, biskup niżnotagilski Innocenty, biskup kamieński Sergiusz, przedstawiciel wspólnoty z Athos, a także duchowieństwo. W soborze i na placu przed nim zebrało się z tej okazji kilka tysięcy wiernych. W uroczystościach wzięli udział także lokalni przedsiębiorcy, a także przedstawiciele władz regionu i miasta, w tym gubernator obwodu swierdłowskiego Jewgienij Kujwaszew. Przebieg ceremonii można było śledzić na żywo w internecie, na antenie rosyjskiej telewizji prawosławnej, a także na specjalnych ekranach rozstawionych na terenie monasteru Nowo-Tichwińskiego.